# Chuck Lorre
Chuck Lorre (nacido como Charles Michael Levine; Bethpage, Long Island; 18 de octubre de 1952) es un guionista, director y productor de televisión estadounidense.

## Biografía
Lorre nació en Bethpage, Long Island, el 18 de octubre de 1952, como Charles Michael Levine, pero cambió su nombre a los 28 años. Está divorciado y tiene dos hijos.
Lorre asistió a la Universidad Estatal de Nueva York en Potsdam, pero la abandonó a los dos años. Al dejar la universidad, hizo viajes alrededor de Estados Unidos como guitarrista y compositor de canciones. En 1986, Lorre cambió su enfoque hacia la televisión.
El 12 de marzo de 2009, Lorre recibió una estrella en el paseo de la fama de Hollywood.
El 17 de mayo de 2009, Lorre recibió un Doctorado honoris causa en humanidades de la Universidad Estatal de Nueva York en Potsdam y pronunció un discurso en la graduación.

## Filmografía destacada
- Roseanne, 1990–1992, (guionista, coproductor ejecutivo/productor de supervisión)
- Grace Under Fire, 1993–1998 (creador, guionista, coproductor ejecutivo/productor de supervisión)
- Cybill, 1995–1998 (creador, guionista y productor ejecutivo)
- Dharma & Greg, 1997–2002 (creador, guionista y productor ejecutivo)
- Reba, 2001–2007 (creador, guionista y productor ejecutivo)
- Dos hombres y medio, 2003–2015 (creador, guionista y productor ejecutivo)
- The Big Bang Theory, 2007-2019 (creador, guionista y productor ejecutivo)
- Mike & Molly, 2011-2016 (coproductor ejecutivo)
- Mom, 2013-2021
- El joven Sheldon, 2017-2024 (creador, guionista y productor ejecutivo)
- Descolocados, 2017 (cocreador y productor ejecutivo)
- El método Kominsky, 2018-2021 (creador, guionista, productor ejecutivo)
- Georgie & Mandy's First Marriage, 2024 (creador, guionista, productor ejecutivo)

## Carrera

### Grace Under Fire
La primera serie en la cual trabajó Lorre como creador fue la popular comedia de situación de la ABC Grace Under Fire. Se estrenó en 1993. La serie fue nominada al Globo de Oro como mejor serie de televisión (Musical o Comedia).

### Cybill
El siguiente proyecto de Lorre fue la comedia de situación Cybill. La serie se emitió durante cuatro temporadas en CBS y recibió elogios de la crítica, ganando un Emmy en 1995 por la mejor actriz de reparto en una serie de comedia para Christine Baranski y dos Globo de Oro en 1996 por la mejor serie de televisión (Musical o Comedia) y mejor actriz en una serie de televisión (Musical o Comedia) para Cybill Shepherd.

### Dos hombres y medio
Es una serie de la CBS que fue interrumpida por problemas personales entre Chuck Lorre y Charlie Sheen. Conocida por ser una de las series más populares y el proyecto con más temporadas de Lorre, Dos hombres y medio tiene más de 200 episodios emitidos. Antes de la pelea pública que hubo entre Sheen y Lorre, este programa trataba sobre dos hermanos, uno de los cuales, Charlie Harper (Charlie Sheen) era rico y mujeriego, mientras que el otro, Alan Harper (Jon Cryer) recién divorciado, acude a su hermano para pedirle poder vivir con el ya que esta arruinado y tiene un hijo, Jake (Angus T Jones). Tras retomar la serie después de la ruptura, el personaje de Charlie muere trágicamente en un accidente, mientras que Alan se queda a vivir con Walden Shmidt, (Ashton Kutcher) un multimillonario que compró la antigua casa de Charlie. En la serie, los fanáticos querían actores guapos con perfiles cómicos, tales fueron los casos para reemplazar a Charlie que se rumorearon y no se concretaron de: Will Smith y/o Bradley Cooper.

### The Big Bang Theory
La serie siguiente de Lorre, The Big Bang Theory, sigue a dos jóvenes físicos y profesores universitarios que viven al lado de una mujer joven y atractiva. Cada episodio se centra generalmente en la vida cotidiana de ellos y dos de sus amigos, con una dosis de lo absurdo en relación con su vecina normal. La serie es conocida por su capacidad de relacionar teorías científicas  poco conocidas con una ocurrencia común del día a día, mientras que al mismo tiempo ilustra las grandes diferencias entre los jóvenes y la chica. Los dos protagonistas, Sheldon y Leonard, se llaman así por el famoso actor y productor de televisión Sheldon Leonard.

#### Crossovers
En The Big Bang Theory, Sheldon, Leonard y Penny son vistos observando la serie Oshikuru: Demon Samurai. Esta es la serie para la cual Charlie compuso el tema principal en Dos hombres y medio, pero que en realidad no existe. Igualmente, Charlie Sheen aparece en un bar dirigiéndole la palabra a Raj Koothrappali en uno de los episodios.

### Música
Lorre ganó el premio de la BMI en 2004, 2005, y 2008 por Dos hombres y medio. También compuso el hit de 1986 French Kissin' in the USA, de Deborah Harry y la banda sonora de la serie de televisión de 1987 Tortugas Ninja junto a Dennis Challen Brown.